# Церква святого архістратига Михаїла (Монилівка)
Церква святого архістратига Михаїла в Монилівці — парафія і храм греко-католицької громади Зборівського деканату Тернопільсько-Зборівської архієпархії Української греко-католицької церкви в селі Монилівка Тернопільського району Тернопільської области.

## Історія церкви
Парафія була заснована, а храм збудований у 1926 році. Будівництво церкви відбулося завдяки пожертвам місцевих парафіян. У тому ж році храм освятили, а іконостас для нього створив майстер Гирляк.
До 1946 року парафія і храм належали до Української греко-католицької церкви (УГКЦ). З 1946 по 1959 рік вони були у підпорядкуванні Російської православної церкви (РПЦ), після чого державна влада закрила храм.
Лише у 1990 році парафія та церква повернулися до складу УГКЦ.
У 2006 році парафію відвідав з візитацією владика Василій Семенюк.
Наразі при парафії діють дві спільноти: «Матері в молитві» та Вівтарна дружина. На території парафії також розташована капличка Матері Божої.

## Парохи
- о. Кметь,
- о. Шавала,
- о. Дідич,
- о. Джулинський,
- о. М. Головчак,
- о. Ярослав Іваницький,
- о. Є. Мушинський (з 2011).